# Mount Fernow
Mount Fernow – góra w USA, w stanie Waszyngton (Hrabstwo Chelan), położona 23 km na wschód od Glacier Peak. Jest najwyższy niewulkaniczny szczyt stanu Waszyngton. Z wierzchołka spływa duży lodowiec, a najbliższą wyższą górą jest Bonanza Peak, odległy o 9,5 km.
Szczyt leży na terenie Glacier Peak Wilderness. Jest po wulkanie Glacier Peak trzecim szczytem w parku.